# Umberto Betti
Umberto Betti (Pieve Santo Stefano, 7 marzo 1922 – Fiesole, 1º aprile 2009) è stato un cardinale italiano.

## Biografia
È nato a Mignano nel comune di Pieve Santo Stefano e Diocesi di Sansepolcro il 7 marzo del 1922.
Entrato nell'Ordine dei frati minori nella Provincia Toscana nel 1938, il 31 dicembre 1943 ha emesso la professione perpetua all'ordine dei francescani e il 6 aprile 1946 è stato ordinato sacerdote a Fiesole.
Divenuto nel 1951 dottore in teologia presso la Pontificia Università Antonianum, ha proseguito la sua formazione dal 1951 al 1952 presso l'Università di Lovanio (Belgio); rientrato nella Provincia religiosa toscana è stato docente di teologia dogmatica ed educatore negli studi teologici di Siena e Fiesole fino al 1963; dal 1964 è professore ordinario di teologia dogmatica presso la Pontificia Università Antonianum di cui dal 1966 al 1969 è stato decano della Facoltà di teologia e dal 1975 al 1978 rettore.
Nel 1961 è stato consultore della Commissione teologica preparatoria del Concilio Vaticano II; in ottobre 1962 il cardinale Ermenegildo Florit gli chiede di essere suo teologo personale mentre nel 1963 è nominato perito conciliare. È stato uno dei collaboratori attivi delle Costituzioni dogmatiche Lumen gentium - soprattutto nei capitoli dedicati alla Collegialità episcopale e al primato papale - e Dei verbum.
Scrisse nel suo Diario il 13 maggio 1964: "Ma il Concilio è anche una scuola, che vale più di ogni altra finora frequentata o tenuta. Pensare di non aver più niente da imparare sarebbe come congelare la propria intelligenza, metterla in pensione per invecchiamento precoce" . Al concilio Vaticano II ebbe modo di lavorare tra altri con Yves Congar, Henri-Marie de Lubac e Carlo Colombo.  
Nel 1964 è divenuto qualificatore dell'allora Suprema Sacra Congregazione del Sant'Offizio, nel 1968 consultore della Congregazione per la Dottrina della Fede, nel 1984 consultore della Segreteria di Stato e nel 1988 consultore della Congregazione per i Vescovi.
Per quattro anni (1991-1995) è stato rettore della Pontificia Università Lateranense.
Nel 1995 papa Giovanni Paolo II gli ha concesso la Croce pro Ecclesia et Pontifice.
Papa Benedetto XVI lo ha innalzato alla dignità cardinalizia nel concistoro del 24 novembre 2007, creandolo cardinale diacono dei Santi Vito, Modesto e Crescenzia.
Malato già al tempo della sua elevazione alla porpora cardinalizia, è morto nel convento di San Francesco a Fiesole nella serata del 1º aprile 2009. Aveva da poco compiuto 87 anni. I funerali sono stati celebrati dal cardinale Giovanni Battista Re, prefetto della Congregazione per i vescovi, nel duomo di Fiesole. Come da lui richiesto, la salma è stata sepolta nel cimitero del Santuario della Verna dopo una seconda messa presieduta dal cardinale Cláudio Hummes, prefetto della Congregazione per il clero.

## Araldica
| Stemma | Blasonatura |
|        | Al capo lo stemma francescano, ossia la "conformità" in cui appare il braccio di Cristo incrociato con il braccio manicato in marrone di san Francesco e con la croce sullo sfondo, entrambi con le mani mostranti le stimmate, mostra l'inscindibile patto tra san Francesco e il Salvatore con l'unico chiodo che fissa le due mani per affermare visivamente l'appartenenza di Padre Betti all'Ordine dei frati Minori. Nella parte inferiore è riprodotta un'antica raffigurazione di san Francesco d'Assisi che riceve le stigmate conservata nella Cappella delle Stimmate nel Santuario de La Verna. L'azzurro è il simbolo della incorruttibilità del cielo, delle idealità che salgono verso l'alto; rappresenta il distacco dai valori terreni e l'ascesa dell'anima verso Dio. Il rosso l'amore che muove all'azione. Il motto Dilexi Ecclesiam è ciò che ha mosso il cardinal Betti nel suo molteplice e lungo servizio soprattutto durante il concilio Vaticano II. |

## Pubblicazioni

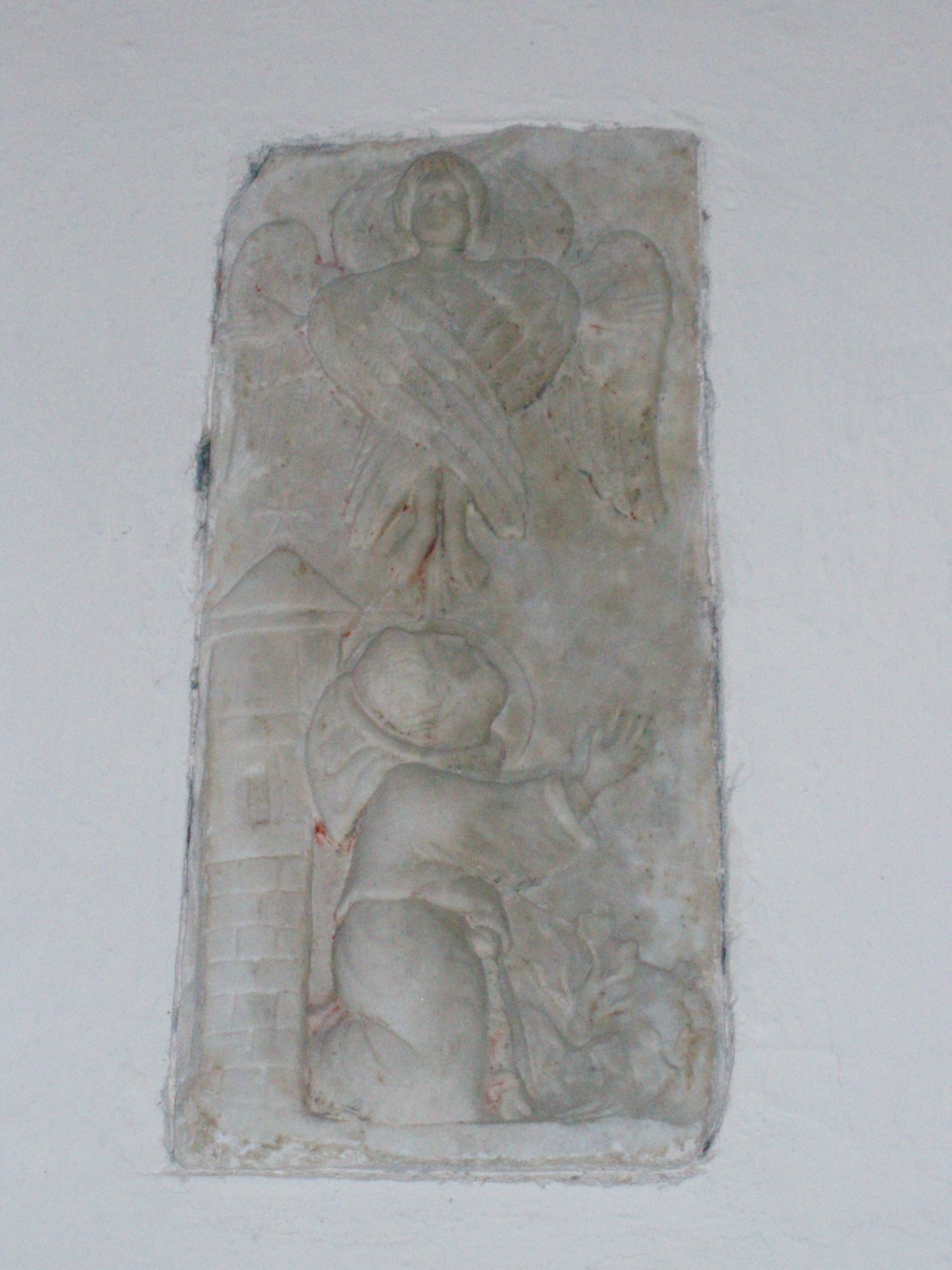
Antica raffigurazione delle stimmate di san Francesco riprodotta nello stemma del card. Betti - Santuario della Verna - Cappella delle Stimmate.

- Animadversiones in opera Guidonis de Orchellis, in Antonianum 24 (1949), pp. 43-64.
- Pro editione critica Quæstionum Alexandri Halensis, in Antonianum 26 (1951), pp. 83-98.
- Animadversiones in Summa "Totus homo", in Antonianum 27 (1952), pp. 333-348.
- La ragione della permanenza di Cristo nell'Eucaristia: una soluzione teologica dimenticata, in Studi Francescani 50 (1953), pp. 149-168.
- Summa de sacramentis Totus homo, Antonianum, Roma 1955.
- I Frati Minori al Concilio Vaticano, in Antonianum 32 (1957), pp. 17-46, 203-260.
- Il Voto Sanguinario in difesa dell'Immacolata Concezione. L'atteggiamento dei frati Minori nella controversia suscitata da Ludovico Antonio Muratori, in Virgo Immaculata, VII. De Immaculata Conceptione in Ordine S. Francisci, fasc. III: De disputationibus publicis et cultu erga Immaculatam Conceptionem, Academia Mariana, Romae 1957, pp. 171-187.
- I Cardinali dell'Ordine dei Frati Minori, Ed. Francescane, Roma [s.d.], pp. 84.
- La perpetuità del primato di Pietro nei romani pontefici secondo il Concilio Vaticano, Divinitas, Roma 1958.
- Natura e portata del primato del Romano Pontefice secondo il Concilio Vaticano, in Antonianum 34 (1959), pp. 161-244; 369-408.
- La Costituzione dommatica "Pastor aeternus" del Concilio Vaticano I, Antonianum, Roma 1961, pp. 1971.
- De membris Concilii oecumenici, in Antonianum 37 (1962), pp. 3-16.
- La Tradizione è una fonte della Rivelazione?, in Antonianum 38 (1963), pp. 31-49.
- De sacra Tradizione in concilio Vaticano II, in Antonianum 41 (1966), pp. 3-15.
- La costituzione dogmatica sulla Divina Rivelazione. Cronistoria - Testo latino e traduzione italiana - Esposizione e commento, Elle Di CI, Torino 1966.
- La rivelazione divina nella Chiesa: la trasmissione della rivelazione nel capitolo 2 della costituzione dogmatica Dei verbum, Città nuova, Roma 1970.
- Immutabile professione di fede. Commento sulla Dichiarazione "Mysterium Filii Dei", Roma 1972
- Basilea-Rottemburgo: Prof. Hans Küng, il libro "Infallibile?" :relazione dell'Ufficio dottrinale, voto del Rev. P. Umberto Betti, O.F.M., Consultore, voto del Rev. Prof. G. Thils, "ex commissione speciali", voto del Rev. P. M. R. Gagnebet, O.P., Consultore, Documenti e Appendice, Tipografia Poliglotta Vaticana, Città del Vaticano 1971, pp. 343
- Gabriele Giamberardini OFM (1917-1978): In memoriam, in Antonianum 53 (1978), pp. 347-354.
- A proposito degli "Acta Synodalia sacrosancti Concilii oecumenici Vaticani II", in Antonianum 56 (1981), pp. 3-42.
- In margine al nuovo Codice di Diritto Canonico, in Antonianum 58 (1983), pp. 628-647.
- La dottrina sull'Episcopato del Concilio Vaticano II. Il capitolo III della costituzione dogmatica "Lumen gentium", Antonianum. Roma 1984.
- La dottrina del Concilio Vaticano sulla trasmissione della Rivelazione. Il capitolo II della Costituzione dommatica "Dei Verbum", Antonianum, Roma 1985, pp. 368.
- Chiesa di Cristo e Chiesa Cattolica. A proposito di un'espressione della "Lumen Gentium", in Antonianum 62 (1986), pp. 726-745.
- L'ossequio a magistero pontificio non ex cathedra nel n. 25 della "Lumen Gentium", in Antonianum 63 (1987), pp. 423-461.
- A proposito del conferimento del titolo di Dottore della Chiesa, in Antonianum 64 (1988), pp. 278-291.
- A proposito del pluralismo d'appartenenza ecclesiale. Aporie dell'ecumenismo, in Antonianum 65 (1989), pp. 489-500.
- Appunti di diario in Israele: 18 febbraio-21 aprile 1974, in Studi Francescani 93 (1996), pp. 505-531.
- Pagine di Diario: 1966-1970, in Studi Francescani 95 (1998), pp. 429-506.
- La costituzione dommatica Pastor aeternus del Concilio Vaticano I, Antonianum, Roma 2000.
- Diario del Concilio: 11 ottobre 1962-Natale 1978, EDB, Bologna 2003.